# Cole World: The Sideline Story
Cole World: The Sideline Story è il primo album del rapper statunitense J. Cole, pubblicato il 27 settembre 2011 dalla Roc Nation. L'album segue 3 mixtape pubblicati tra il 2007 e il 2010.

## Prima della pubblicazione
Il 4 maggio 2011 Cole scrive su Twitter: "All singles done. Album ridiculous. Title Perfect. Music incredible. Thank you for your patience. Let's change the game." (Tutti i singoli sono stati fatti. Album assurdo. Titolo perfetto. Musica incredibile. Grazie per la vostra pazienza. Cambiamo il gioco.).
Un mese dopo, ha dichiarato ufficialmente che la registrazione dell'album è terminata e che la data di pubblicazione, rivelata in seguito su Twitter insieme al titolo dell'album, è prevista per il mese di settembre.

## Tracce
1. Intro – 1:22
2. Dollar and Dream III – 4:43
3. Can't Get Enough (feat. Trey Songz) – 3:45
4. Lights Please – 3:28
5. Interlude – 1:39
6. Sideline Story – 3:57
7. Mr. Nice Watch (feat. Jay-Z) – 3:57
8. Cole World – 3:04
9. In the Morning (feat. Drake) – 3:54
10. Lost Ones – 4:23
11. Nobody's Perfect (feat. Missy Elliot) – 3:10
12. Never Told – 3:31
13. Rise and Shine – 4:34
14. God's Gift – 3:32
15. Breakdown – 4:45
16. Work Out – 3:54

iTunes Store tracce bonus
1. Who Dat – 3:58
2. Daddy's Little Girl – 3:03

## Classifiche
| Classifica (2012)                    | Posizione massima |
| ------------------------------------ | ----------------- |
| Australia                            | 52                |
| Canada                               | 4                 |
| Nuova Zelanda                        | 36                |
| Regno Unito                          | 25                |
| Stati Uniti (Billboard 200)          | 1                 |
| Stati Uniti (Top R&B/Hip-Hop Albums) | 1                 |
| Stati Uniti (Top Rap Albums)         | 1                 |

## Date di pubblicazione
| Region                | Date              | Format               | Label                                |
| --------------------- | ----------------- | -------------------- | ------------------------------------ |
| Australia             | 26 settembre 2011 | CD                   | Sony Music Entertainment             |
| Austria               | 26 settembre 2011 | Digital download     | Sony Music Entertainment             |
| Belgio                | 26 settembre 2011 | Digital download     | Sony Music Entertainment             |
| Brasile               | 26 settembre 2011 | Digital download     | Sony Music Entertainment             |
| Regno Unito           | 26 settembre 2011 | CD, digital download | RCA Records                          |
| Stati Uniti d'America | 27 settembre 2011 | CD, digital download | Roc Nation, Columbia Records         |
| Canada                | 27 settembre 2011 | CD, digital download | Sony Music Entertainment             |
| Argentina             | 9 ottobre 2011    | CD, digital download | Sony Music Entertainment             |
| Cina                  | 16 ottobre 2011   | CD                   | Sony Music Entertainment             |
| Danimarca             | 16 ottobre 2011   | CD                   | Sony Music Entertainment             |
| Indonesia             | 16 ottobre 2011   | CD                   | Sony Music Entertainment             |
| Messico               | 16 ottobre 2011   | Digital download     | Sony Music Entertainment             |
| Giappone              | 23 ottobre 2011   | Digital download     | Sony Music Entertainment Japan       |
| Irlanda               | 5 novembre 2011   | CD                   | Roc Nation, Sony Music Entertainment |
| Polonia               | 5 novembre 2011   | CD, digital download | Roc Nation, Sony Music Entertainment |
| Germania              | November 13, 2011 | Digital download     | Roc Nation, Sony Music Entertainment |
| Italia                | 18 novembre 2011  | Digital download     | Roc Nation, Sony Music Entertainment |
| Francia               | 18 novembre 2011  | CD, digital download | Roc Nation, Sony Music Entertainment |
| Giappone              | 21 dicembre 2011  | CD                   | Sony Music Entertainment Japan       |
| Filippine             | 21 dicembre 2011  | CD                   | Sony Music Entertainment             |
| India                 | 29 dicembre 2011  | Digital download     | Sony Music Entertainment             |
| India                 | 15 gennaio 2012   | CD                   | Sony Music Entertainment             |
| Repubblica Ceca       | 27 gennaio 2012   | CD                   | Sony Music Entertainment             |
| Paesi Bassi           | 27 gennaio 2012   | CD                   | Sony Music Entertainment             |
| Nuova Zelanda         | 3 febbraio 2012   | CD, digital download | Roc Nation, Sony Music Entertainment |